# 十全九美
《十全九美》是一部由中國導演王岳倫指導、立威廉、黃奕、劉樺、鄧家佳主演的喜劇電影，於2007年出品，2008年8月首映。
主题曲《梨花香》由李宇春主唱。
插曲《海盗船长》由后舍男生主唱。

## 劇情
木匠神人魯班留下一本秘笈《缺一門》，根據書裏的提示製造木藝，能有驚人效果；然而此書卻有一副作用，即擁有此書者，總不能十全十美，永遠有不可預料的禍處在等待。
若干年前，「魯班傳人」江南鶴帶著這本秘笈出宮，憑著書內記載製造出快樂搖搖椅——讓人返老還童。這引起了乾櫃女老闆凤娘（房汐婷 饰）和她駢頭六郎（李彧 饰）的歹心，他們謀害了江南鶴，並奪走了《缺一門》。
明朝太子朱笑天（立威廉 飾）一心成為魯班那樣的頂級木匠，微服出宮尋找《缺一門》，結識了江南鶴的師妹唐小蝶（黃奕 飾）。當他們發現江南鶴已經被凤娘殺害後，一路追尋凤娘到龍門鎮——那裏正準備著熱鬧的拋繡球之夜，龍門鎮的名門望族南宮家正在招婿，误打误撞的凤娘和六朗成為了京城藝人，而朱笑天更是接到了繡球。各路人馬一起上演這場繽紛鬧劇。
為了《缺一門》，大家都在拼命用力；然而，當它到手後才明白，自己最想得到的，恰恰就是永不能得到的。

## 用語
本部电影运用了部分四川话、天津话、保定话、东北话、山东话、湖南话等，各地最有特色的马普汇聚一堂，平添了不少乐趣。

## 參看
- 東北話
- 馬街普通話

## 演员表
- 朱笑天——立威廉
- 唐小蝶——黄奕
- 洪盖天——刘桦
- 南宫燕——邓家佳
- 酒 保——李彧
- 凤 娘——房汐婷
- 南宫敖——李昌元
- 乌卡卡——李小川
- 江南鹤——施宁
- 唐伯龙——付小源
- 鲁班——杨皓宇